# Hendrik Bertz

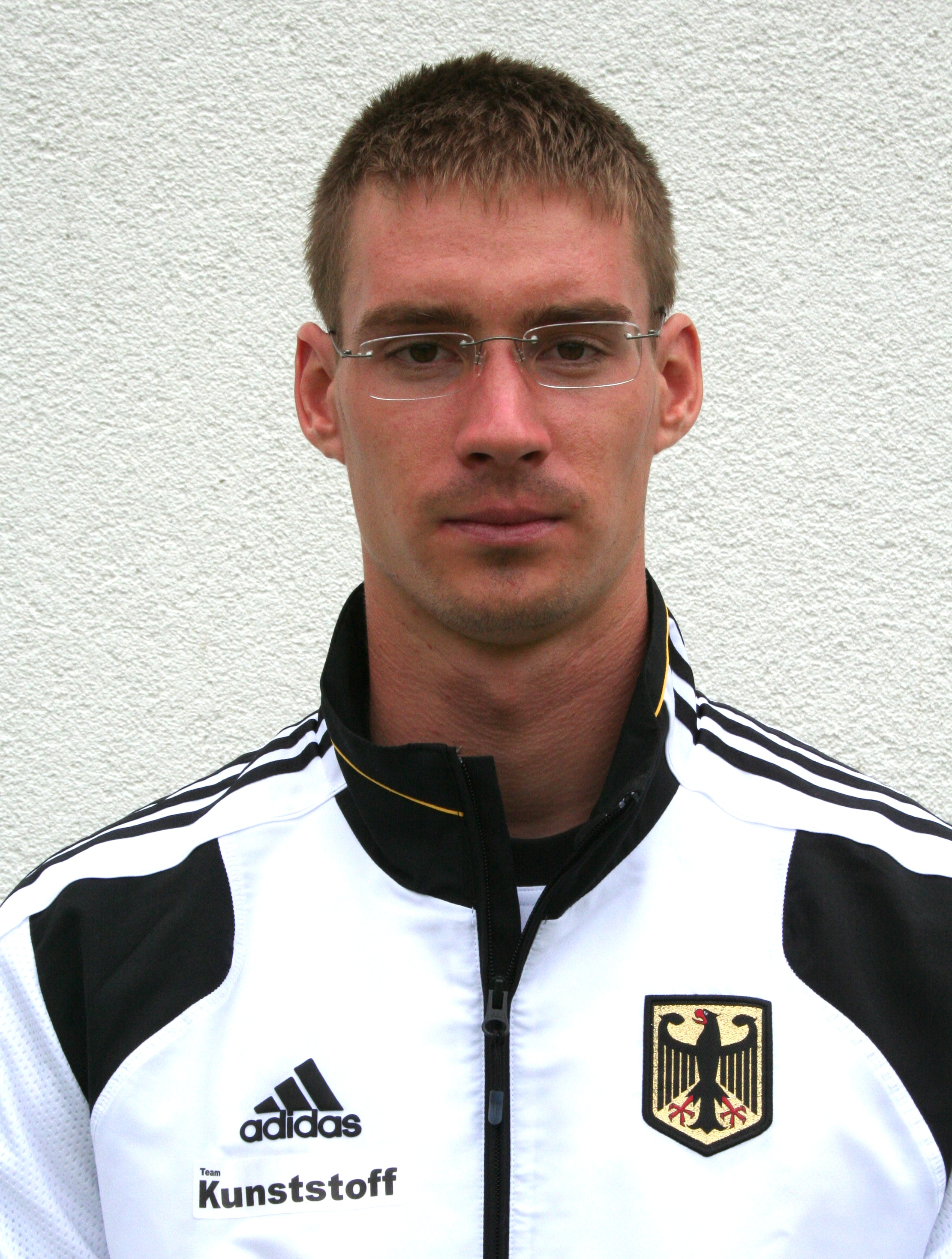
Hendrik Bertz (2009)

Hendrik Bertz (* 21. September 1988 in Berlin) ist ein deutscher Kanute.
Bertz ist Bundespolizist und lebt in Berlin. 
Bertz startet für den Grünauer KV 90 Berlin im Kanurennsport und gewann bei den Weltmeisterschaften 2009 die Silbermedaille im Zweier-Kajak über 500 m zusammen mit Marcus Groß. Im Jahr 2010 wurde Bertz im Vierer-Kajak mit Marcus Groß, Norman Bröckl und Tim Wieskötter Europameister über 1000 m. 